# Kostelní Vydří
Kostelní Vydří (deutsch Kirchwiedern) ist eine Gemeinde in Tschechien. Sie ist ein Marienwallfahrtsort und befindet sich drei Kilometer nordwestlich von Dačice und gehört zum Okres Jindřichův Hradec.

## Geographie

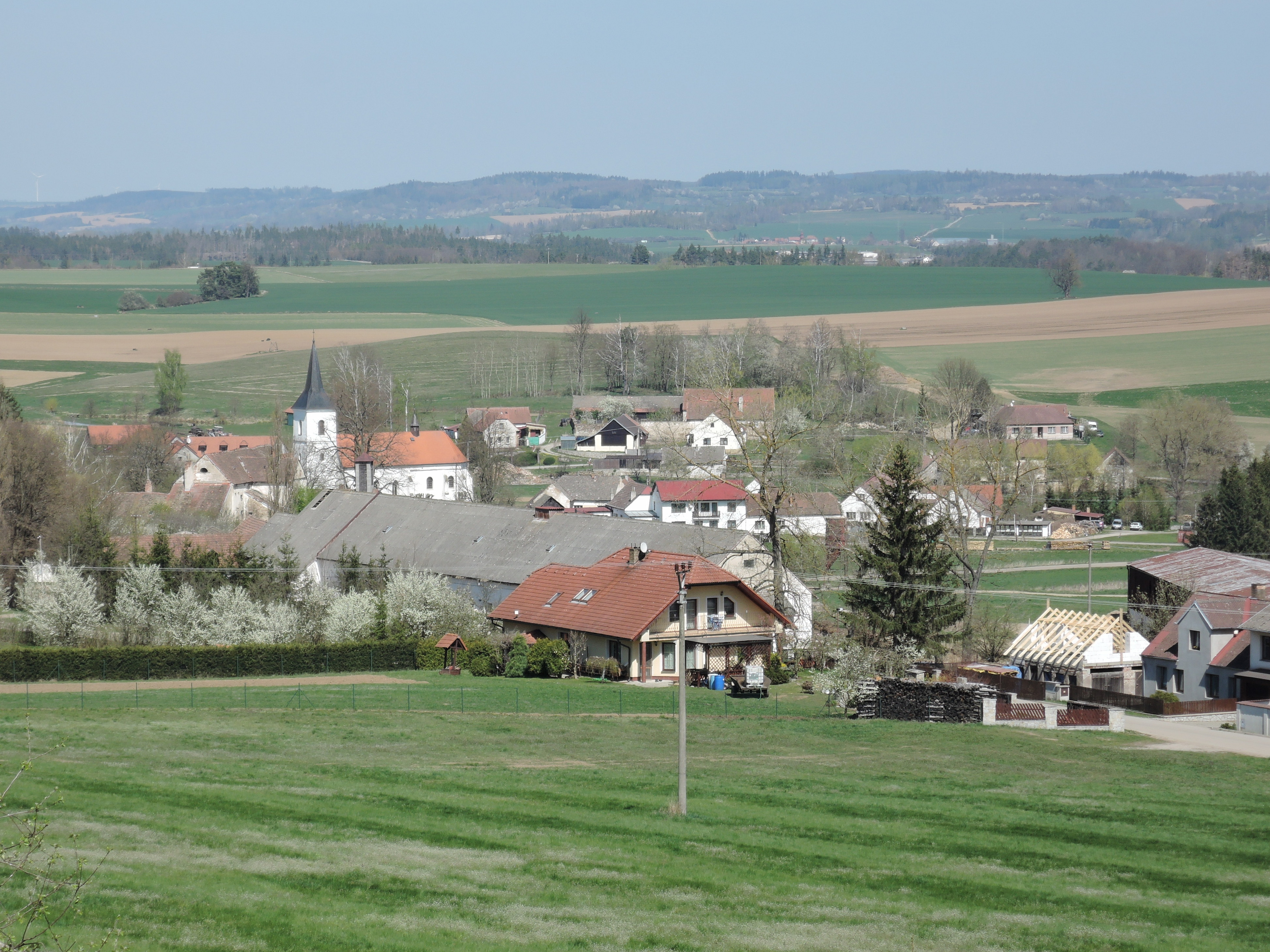
Kostelní Vydří

Kostelní Vydří liegt rechtsseitig der Mährischen Thaya am Vyderský potok im Südwesten Mährens in der Javořická vrchovina.
Nachbarorte sind Prostřední Vydří im Norden, Velký Pěčín im Nordosten, Malý Pěčín im Osten, Dačice im Süden, Dolní Němčice im Südwesten, Volfířov im Westen sowie Lipová im Nordwesten.

## Geschichte
Erstmals urkundlich erwähnt wurde das Dorf im Jahre 1310.
Nachdem Gerhard Heinrich Butz von Rolsberg 1694 die Herrschaft Wiedern erworben hatte, ließ er 1709 die Kapelle der Jungfrau Maria von Karmel errichten. Im 18. Jahrhundert erfolgte durch seine Nachkommen der Ausbau zur Kirche, um die ein Kloster entstand.
In Kostelní Vydří befindet sich neben Prag-Liboc und Olomouc-Hejčín eine der drei Niederlassungen der Karmeliter in Tschechien.

## Gemeindegliederung
Für die Kostelní Vydří sind keine Ortsteile ausgewiesen. Zu Kostelní Vydří gehört die Einschicht Bedřichov (Friedrichsdorf).

## Sehenswürdigkeiten

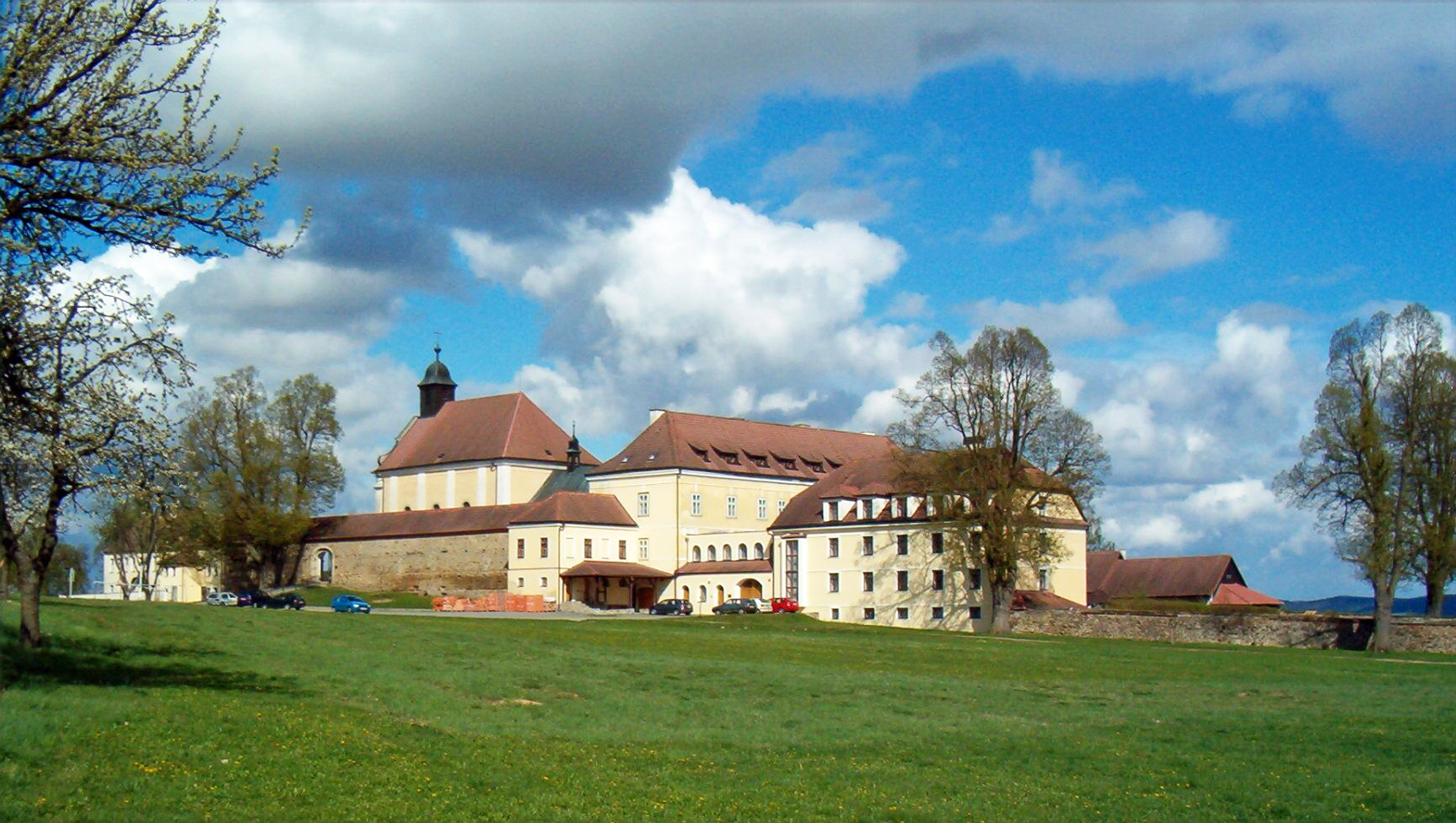
Kirche der Jungfrau Maria vom Karmel und Karmeliterkloster

- Wallfahrtskirche Unsere Liebe Frau vom Berge Karmel
- Karmeliterkloster
- Feste, errichtet zu Beginn des 14. Jahrhunderts
- Familiengrabstätte von Dalberg
- Filialkirche Mariä Heimsuchung